# Carol Danvers
Carol Susan Jane Danvers é uma super-heroína fictícia que aparece nos quadrinhos americanos publicados pela Marvel Comics. Criado pelo roteirista Roy Thomas e pelo desenhista Gene Colan, Danvers apareceu pela primeira vez como uma oficial da Força Aérea dos Estados Unidos e colega de Mar- Vell,  super-herói da raça Kree, em Marvel Super-Heroes #13 (março de 1968). Mais tarde, Danvers tornou-se a primeira personagem a usar a alcunha Ms. Marvel em Ms. Marvel #1 (janeiro de 1977) depois que seu DNA foi fundido com o de Mar-Vell durante uma explosão, dando-lhe poderes sobre-humanos. Estreando na Era de prata das histórias em quadrinhos americanas, a personagem foi caracterizada em uma série solo no final dos anos 1970, antes de se associar com as equipes de super-heróis, Os Vingadores e X-Men. A personagem também é conhecido como Binária, Warbird e Capitã Marvel em vários pontos de sua história. Nos últimos tempos, Danvers foi rotulada como "a maior heroína da Marvel" e "possivelmente "membro dos Vingadores mais poderoso da Marvel".  Em 2012, a encarnação de Danvers da Ms. Marvel foi a personagem feminina mais bem classificada (na 11ª posição) na lista do IGN dos "50 Maiores Vingadores".
Danvers foi destaque em outros produtos licenciados da Marvel, incluindo videogames, séries animadas de televisão e mercadorias como cards. A Marvel Studios lançou um filme live-action com Danvers, intitulado Captain Marvel e estrelado por Brie Larson. Larson também reprisou o papel em Avengers: Endgame.

## Histórico

### Década de 1960
A personagem estreou em Marvel Super-Heroes #13 (março de 1968) como uma oficial da Força Aérea dos Estados Unidos e Chefe de Segurança de uma base militar restrita, onde Danvers encontra o Dr. Walter Lawson, o apelido humano do herói alienígena da raça Kree, Capitão Marvel. Em uma história posterior, Danvers é pega na explosão de um dispositivo Kree depois de tentar se aproximar do Capitão Marvel. Embora o Capitão Marvel consiga salvar sua vida, Danvers sofre ferimentos graves.

### Década de 1970
Danvers ressurge com habilidades sobre-humanas e se torna a super-heroína Ms. Marvel em uma revista própria em janeiro de 1977, inicialmente escrita por Gerry Conway e mais tarde por Chris Claremont. Na série, é revelado que a exposição de energia da explosão de um dispositivo chamado "Psyche-Magnetron" fez com que a estrutura genética de Danvers se fundisse com a do Capitão Marvel, transformando-a efetivamente em um híbrido humano-Kree. A Ms. Marvel teve uma série de aparições semi-regulares em Os Vingadores, com aparições adicionais em Defensores, Homem-Aranha, Coisa e Homem de Ferro. Em uma dessas histórias, a terrorista mutante Mística mata Michael Barnett, namorado da Ms. Marvel.
Na época da publicação de Ms. Marvel #1 em 1977, o título era conscientemente socialmente e progressivo para a época. Isso se refletiu no uso da palavra "Ms.", então associada ao movimento feminista, e em Danvers lutando por salário igual para trabalho igual em sua identidade civil.

### Década de 1980
Em The Avengers #200 (outubro de 1980), escrito por Bob Layton, David Michelin, George Pérez e Jim Shooter, a Ms. Marvel é sequestrada por um personagem chamado Marcus (o aparente filho de Immortus, um inimigo dos Vingadores) e levado para um dimensão alternativa, onde ela é submetida a lavagem cerebral, estuprada e engravidada. Ela dá à luz na Terra uma criança que rapidamente envelhece em outra versão de Marcus, que é incapaz de permanecer na Terra depois que Gavião Arqueiro erroneamente danifica sua máquina, leva a Ms. Marvel de volta à dimensão alternativa sem oposição dos Vingadores, que percebem ela e Marcus estão apaixonados. A pesquisadora de quadrinhos Carol A. Strickland criticou o enredo em um ensaio intitulado The Rape of Ms. Marvel ("O estupro da Ms. Marvel"). Citando a fala de Marcus, "Finalmente, depois de semanas relativas de tais esforços - e admitidamente, com um impulso sutil das máquinas de Immortus - você se tornou minha", Strickland postulou que isso constituía estupro. Como ex-escritor do título solo, Chris Claremont também comentou sobre a inadequação do enredo.
Claremont efetivamente "desfez" a história de Marcus em Avengers Annual #10 (1981). Nessa história, revela-se que Danvers retornou à Terra - cortesia da tecnologia de Immortus depois que Marcus continuou a envelhecer e morrer de velhice - mas é atacado pela mutante Vampira, que absorve permanentemente as habilidades e memórias da personagem. As memórias de Danvers são restauradas pelo Professor X, e um confronto furioso com os Vingadores sobre o fracasso em perceber que Marcus fez uma lavagem cerebral nela. Claremont continuou a desenvolver a personagem em Uncanny X-Men. Danvers entra no Pentágono e, enquanto limpa os arquivos do governo sobre os X-Men, também apaga todos os registros de si mesma em uma ruptura simbólica com sua vida como a Ms. Marvel. Durante uma aventura no espaço com os X-Men, Danvers é mudado por cortesia da experimentação pela raça alienígena, a Ninhada, adotando o nome de  "Binária". Com base no poder de um fenômeno cósmico chamado buraco branco, Danvers se torna capaz de gerar o poder de uma estrela. Como Binária, a personagem tem uma série de encontros com os X-Men, Novos Mutantes, e a equipe britânica Excalibur, bem como uma aventura solo.
Claremont expandiu o incidente com a personagem Vampira, fazendo com que a persona de Carol Danvers se manifestasse dentro da mente de Vampira, às vezes dominando a personalidade de Vampira. Isso acontece com Vampira em várias ocasiões, o que resulta em um armistício desconfortável entre as personalidades dentro da mente de Vampira. Depois que Vampira passa pelo portal antigo e sobrenatural chamado Portal do Destino, a persona Ms. Marvel é separada dela como uma entidade independente. Dentro da mesma edição, a persona Ms. Marvel é morta por Magneto.

### Década de 1990
A personagem continuou fazendo aparições esporádicas, e duas edições adicionais planejadas para o título original - impedidas pelo cancelamento da revista - foram impressas em uma antologia trimestral.  No mesmo ano, o personagem também foi usado extensivamente no enredo "Operação Tempestade Galática". Até a conclusão da história, a personagem perdeu sua conexão com o buraco branco de onde ela tirava seus poderes, revertendo ao uso dos poderes originais da Ms. Marvel, mas retendo os poderes de manipulação e absorção de energia que ela tinha como Binária, embora em uma escala menor.
Depois de várias aparições em equipe e solo, a personagem se junta novamente aos Vingadores com o novo apelido Warbird. O roteirista Kurt Busiek explorou a personagem fazendo-a desenvolver o alcoolismo, lutando para chegar a um acordo com a perda de seus poderes cósmicos e memórias. Danvers se desgraça durante o enredo Live Kree or Die e logo é suspensa da ativa.
Depois de uma breve aparição no título de universos alternativos da Marvel, What If ?, a personagem apareceu em Iron Man, Wolverine, e The Avengers antes de fazer uma breve aparição em Mutant X.

### Década de 2000
Como Warbird, a personagem retorna aos Vingadores e desempenha um papel fundamental na trama "Dinastia Kang". O filho de Kang, Marcus, o Centurião Escarlate, se apaixona por ela, mas ela o rejeita, em parte porque ele a lembra de Marcus, filho do alter ego mais velho de Kang, Immortus, que a estuprou. O Centurião Escarlate, no entanto, a ajuda a derrotar o Mestre do Mundo, um supervilão cuja tecnologia alienígena se torna a chave para derrotar Kang. No decorrer da luta, Warbird mata o Mestre, e após a vitória final sobre Kang, ela exige uma corte marcial para rever suas ações. A corte marcial considera seu assassinato justificado como um ato de guerra, e Carol continua como uma Vingadora. Após a dissolução dos Vingadores, Warbird deixa o grupo, e, junto com outros antigos Vingadores como Vespa, Hank Pym, Falcão e Magnum, não está incluído no grupo Novos Vingadores, logo formado Homem de Ferro e Capitão América.
A personagem foi então caracterizada como "Capitã Marvel" em uma falsa realidade criada pela mutante Feiticeira Escarlate na minissérie de 2005, Dinastia M. Essa realidade satisfez o desejo subconsciente de Danvers de ser aceita, já que ela provou ser a super-heroína mais popular da Terra. Ms. Marvel, em seguida, ganhou destaque novamente quando a personagem teve uma segunda revista própria. Juntamente com seu colega Vingador Homem de Ferro, Danvers também se torna um dos principais defensores da Lei de Registro Sobre-Humano durante os eventos do enredo "Guerra Civil" de 2006-2007. A história também continua em Ms. Marvel, quando a personagem luta contra os heróis anti-registro liderados pelo Capitão América.
O enredo tem grandes consequências para os Novos Vingadores, que estreia na série de 2007, Poderosos Vingadores, com Danvers como membro. Danvers entra em um relacionamento com o membro Magnum, aparece em uma série crossover com os Transformers, e se torna líder dos Poderosos Vingadores. A personagem faz um acordo com Tony Stark, diretor da S.H.I.E.L.D., para liderar uma equipe de ataque secreta chamada Operation: Lightning Storm, cuja missão designada é a eliminação de supervilões antes que eles se tornem ameaças globais.
Ms. Marvel é capturada pela Ninhada na Ilha Monstro, onde ela encontrou a Rainha Ninhada. Um confronto intenso seguiu durante o qual os poderes da Ms. Marvel são temporariamente desativados, forçando-a a lutar contra a Rainha Ninhada como Carol Danvers. Em um ponto, ela é despojada de suas roupas civis e foi forçada a vagar pelo espaço até que ela fosse capaz de acessar seus poderes.
Ms. Marvel também desempenha um papel significativo no enredo "Invasão Secreta", no qual os membros da raça alienígena Skrull, se revelaram ter se infiltrado secretamente na Terra ao se fazer passar por humanos. Ela faz amizade com o impostor Skrull do Capitão Marvel e prova para ele que ela não é uma Skrull, revelando detalhes íntimos sobre sua vida juntos. No final da guerra com os Skrulls, Norman Osborn é colocado no comando da equipe registrada dos Vingadores. Recusando-se a servir sob as ordens de Osborn, a Ms. Marvel foge da Torre dos Vingadores, e se junta aos Novos Vingadores, tornando-se a segunda em comando. Osborn nomeia a ex-membro dos Thunderbolts, Rocha Lunar (Karla Sofen) como a "nova" Ms. Marvel para sua equipe Vingadores Sombrios; Rocha Lunar usa uma variação do traje original de Marvel.  Engenheiros de Osborn travam uma batalha que resulta em sobrecarga de poderes de Danvers, causando sua aparente morte. A personagem Rocha Lunar assume o papel-título na série Ms. Marvel. Danvers retorna com a ajuda dos Novos Vingadores, um grupo de embriões MODOK (criações da organização Ideias Mecânicas Avançadas) e um personagem conhecido como o "Narrador" e reclama o título de Ms. Marvel de Karla Sofen.
O uso crescente de Carol Danvers como uma personagem proeminente em muitos arcos da história ao longo desta década, eventualmente, levou um comentarista a notar que "ela é agora a heroína premier da Casa das Ideias".

### Década de 2010
Na conclusão do segundo volume da Ms. Marvel, Carol Danvers luta contra sua antiga inimiga Mística Comics) e um clone do Capitão Marvel criado pelos Skrulls durante a Invasão Secreta, depois de realizarem uma série de tragédias em templos pertencentes à Igreja de Hala, uma igreja dedicada a Mar-Vell. Danvers depois ajuda as forças aliadas de Steve Rogers contra o Patriota de Ferro durante o Cerco de Asgard. Danvers também começa a desenvolver uma amizade com o Homem-Aranha. Embora ele a enfureça na primeira vez que eles trabalham juntos, os dois se aproximam quando ele a ajuda durante o enredo "Reinado Sombrio", e mais tarde ela admite ter sentimentos por ele. Após a conclusão do enredo "O Cerco", a Ms. Marvel retorna como personagem regular no segundo volume de The New Avengers.
Em julho de 2012, Carol Danvers assumiu o manto de Capitã Marvel em uma série em andamento escrita por Kelly Sue DeConnick com arte de Dexter Soy. Danvers veste um macacão e explora seu próprio passado. Ao descrever seu argumento para a série na WonderCon 2012, DeConnick disse que poderia ser "resumida em 'Carol Danvers como Chuck Yeager'". Ela disse que a série contemplaria o que a lenda do Capitão Marvel significa para Danvers, como ela a usa e como o resto do Universo Marvel reage.
Em 2013, Carol Danvers estrelou o enredo crossover Captain Marvel/Avengers Assemble, The Enemy Within. Na história, Danvers e seus companheiros de equipe Vingadores lutam contra Yon-Rogg, o comandante Kree que foi responsável pela explosão que causou a Danvers seus poderes, ao derrotar o Kree, Danvers perde suas memórias. Em novembro de 2013, a Marvel anunciou que Danvers se uniria aos Guardiões da Galáxia em Free Comic Book Day: Guardians of the Galaxy (maio de 2014), de Brian Michael Bendis e Sara Pichelli. Em março de 2014, a Marvel lançou um oitavo volume de Captain Marvel escrito novamente por DeConnick e estrelado por Danvers no papel-título, mas desenhado pelo artista David López.
Durante o enredo de 2015 de "Guerras Secretas", Danvers encabeçou sua própria série de tie-in, Captain Marvel and the Carol Corps, co-escrita por DeConnick e Kelly Thompson e desenhada por López. Na série, Danvers lidera um esquadrão de elite de pilotos de caça femininas estacionados em uma base aérea chamada Hala Field, onde ela é a única a ter superpoderes; isso leva o grupo a ajudar Danvers a responder perguntas sobre sua origem, o que a coloca em conflito com as forças controladoras do Battleworlds. Durante o enredo, Danvers torna-se um membro da A-Force, a equipe feminina de Vingadores do Battleworld. A série, escrita por G. Willow Wilson, continuou na campanha de relançamento da Marvel All-New, All-Different Marvel que se seguiu a "Guerras Secretas", com Danvers em um papel-chave.
Continuando com All-New, All-Different Marvel, Danvers estrelou o nono volume de Captain Marvel, escrito por Tara Butters e Michele Fazekas, showrunner da série de TV Agent Carter com arte de Kris Anka, que estreou em outubro de 2015. A série, oito meses depois de "Guerras Secretas", vê Danvers assumindo as responsabilidades da SWORD, a agência militar que anteriormente era designada para proteger a Terra das ameaças intergalácticas. A editora Sana Amanat disse: "Este é realmente o próximo nível para a Capitã Marvel. Carol é realmente um soldado e um comandante, e também uma diplomata. Estamos realmente tentando construir este complexo espacial e este mundo espacial ". Na mesma época, Danvers também se juntou ao grupo Os Supremos. O roteirista da série, Al Ewing, disse: “Carol está atualmente dirigindo a Tropa Alfa, que é a principal agência espacial da Terra. [Ela viu] os altos e baixos do negócio de super-heróis e saiu do outro lado. Neste momento, Carol está em ascensão, culturalmente, tanto no universo quanto fora dele ... A história de Carol em The Ultimates é muito sobre suas ligações com o mundo comum de super-heróis, e sobre a tentativa de formar uma ponte entre esse mundo e o mundo dos Supremos."
Em 2016, Danvers desempenhou um papel predominante no enredo "Guerra Civil II", cuja minissérie central foi escrita por Brian Michael Bendis e ilustrada por David Marquez. Na história, Danvers é a líder de uma facção de super-heróis que desejam usar o poder precognitivo de Ulisses para fazer o perfil das pessoas que, em suas visões, cometerão crimes futuros.  Após a conclusão de "Guerra Civil II", Danvers estrelou The Mighty Captain Marvel, pela escritora Margaret Stohl e o desenhista Ramon Rosanas, que vê Danvers se tornando um nome familiar. Stohl explicou: "Ela será uma das heroínas mais populares do planeta - mas não é algo com que ela se sinta confortável. E é claro que ela perdeu muitas pessoas que ela amava, então ela tem que lidar com isso também. Isso Dito isto, ela ainda tem um trabalho para fazer como comandante da Tropa Alfa. Sua última missão é recrutar e treinar novos cadetes. Também trará consigo um perigo misterioso que ameaçará tudo que Carol construiu.
A partir de julho de 2018, Danvers encabeçou uma minissérie intitulada The Life of Captain Marvel, de Stohl e do desenhista Carlos Pacheco. A série é descrita como uma "releitura" da história de origem de Danvers, mas Stohl insistiu que não é uma "reinvenção" explicando: "Você olha através de uma lente diferente. Não é nada que você espere e nada que você tenha visto acontecer, mas lá serão partes de sua vida que mudam o contexto do que você viu antes, então está dizendo o outro lado da história, de como ela veio a ser." Stohl também disse que haverá semelhanças com o vindouro filme de 2019, mas o filme é "coisa sua".  A série revela que a mãe de Danvers era Kree e que a explosão que foi responsável por apenas despertar seus poderes preexistente dos seus genes Kree, e não fundiram seu DNA humano com o DNA Kree de Mar-Vell como foi originalmente escrito.
A personagem está programada para estrelar o décimo volume de Captain Marvel, escrita por Thompson e desenhado por Carmen Carnero. A história mostra Danvers retornando para Nova York após um período no espaço e se reconectar com aliados e amigos como Homem de Ferro e Mulher-Aranha, além de explorar novos relacionamentos. Thompson brincou: "Definitivamente haverá algum romance e pode ser alguém que todos nós conhecemos e vimos antes na Marvel Comics."

### Personalidade
Carol é uma mulher brilhante e ferozmente independente, com uma personalidade forte e uma força de vontade indomável. Ela persegue seus objetivos e sonhos ao máximo, lutando contra qualquer adversidade e não permitindo que nada atrapalhe seu caminho. Indo contra a tipificação de gênero e também contra os desejos de seu pai dominador, ela sonhava em se tornar uma piloto de caça, e rapidamente alcançou esse objetivo através de pura determinação e trabalho duro, aprendendo um grau incomum de autoconfiança no processo.
Isto levou a um sucesso notável em muitas outras profissões, incluindo tornar-se um importante agente da CIA, editor-chefe de uma conhecida revista de Nova Iorque e uma romancista de sucesso. De editora-chefe, ela provou ter sucesso na indústria do jornalismo dominada pelos homens e, através disso, provou ser capaz de gerenciar uma equipe de jornal. Nesse sentido, ela é feminista e desafiou muitos homens, inclusive o Capitão América em seus pontos de vista e é bastante conflituosa se alguém ultrapassar seus limites. Através desta sua capacidade de realização, ela tem uma força de vontade e é por isso que conseguiu concretizar a sua carreira de piloto e editora, embora tenha passado por muitas tragédias que poderiam facilmente derrubar alguém sem uma vontade como a dela. Ela lutará até o fim e tem vontade de guerreira e por causa das tragédias, tem se mostrado bastante resistente à dominação mental.
No entanto, ela recorreu ao álcool quando sua vida foi por água abaixo. Eventos como a morte do Capitão Marvel e a perda de seus poderes para a Vampira a transformaram em uma alcoólatra. Como Vampira absorveu todos os seus poderes, isso incluiu a absorção de memórias com seus amigos e familiares. Ela ainda sabia quem eram seus amigos e familiares, mas não sentia nada por eles. Foi então o Professor X quem restaurou suas memórias e poderes,porem achou bastante difícil e estranho conversar com aqueles de quem ela já foi próxima. Observe que esse tipo de desconexão emocional não se deve à sua independência, mas à perda de memória por causa de Vampira.
No entanto, o seu treinamento militar dirá o contrário. Às vezes ela teve que fazer escolhas que eram consideradas frias,cruéis e indiferentes. Porém, com isso, ela foi treinada para pensar rápido em como lidar com situações de emergência. Ela talvez seja vista como franca, pois é muito direta e assertiva.

## Poderes
Poderes
Avengers Vol 5 19 Textless
Capitã Marvel recuperando seus poderes binários
A inteligência de Nick Fury classificou o Capitã Marvel como Nível de Poder 8.
Habilidades Físicas Aprimoradas
- Força Sobre-Humana: Carol é incrivelmente forte, embora seu nível específico de força tenha variado ao longo dos anos. Ela está atualmente listada em um nível normal de aproximadamente 50 anos, metade de sua força original como Binária. No entanto, uma vez que ela é capaz de absorver e manipular vários tipos de energia, ela pode usar essa energia redirecionada para aumentar temporariamente sua força física. Em níveis normais, ela pode levantar até 70 toneladas, ao absorver energia, ela pode levantar mais de 100 toneladas sem nenhum problema. já que ela foi capaz de suportar o peso de Celestial morto quando caiu na Terra.
- Vigor Sobre-Humano: A musculatura de Carol produz consideravelmente menos toxinas de fadiga durante a atividade física do que um ser humano normal. Como binária, ela poderia se esforçar fisicamente na capacidade máxima por cerca de 24 horas antes que a fadiga começasse a prejudicá-la. Ela foi reduzida a aproximadamente metade dessa capacidade depois de perder seus poderes binários. No entanto, ela é capaz de canalizar energia absorvida para aumentar ainda mais sua resistência a níveis mais altos.
- Durabilidade Sobre-Humana: Os tecidos de seu corpo são consideravelmente mais duros e resistentes a lesões físicas do que os de um ser humano comum. Ela é capaz de resistir a balas de alto calibre, grandes forças de impacto, quedas de grandes alturas, exposição a extremos de temperatura e pressão, e poderosas explosões de energia sem sofrer qualquer dano. Enquanto canaliza a energia que absorveu, a capacidade de recuperação de seu corpo se estende a um grau ainda maior.
- Agilidade Sobre-Humana: Como Binária, a agilidade, equilíbrio e coordenação corporal de Carol foram aumentadas para níveis significativamente além dos limites naturais do corpo humano. Em seus atuais níveis de potência, ela é presumivelmente mais ou menos a metade da agilidade, com o potencial de recuperar os níveis binários através da absorção de energia.
- Reflexos Sobre-Humanos: Como Binária, os reflexos de Carol foram intensificados a ponto de serem virtualmente instantâneos. Em seus níveis de potência atuais, ela presumivelmente tem um tempo reflexo de aproximadamente o dobro disso, com o potencial de recuperar os níveis binários através da absorção de energia.
- Voo: Carol é capaz de se impulsionar pelo ar e pelo vácuo do espaço a velocidades tremendas. Embora sua velocidade máxima seja desconhecida, ela voou a três vezes a velocidade do som por várias horas, então é provável que ela possa ir muito mais rápido.
- Voo Espacial: Como Binária, Carol era capaz de sobreviver sem ajuda no vácuo do espaço por períodos indefinidos de tempo. Depois de perder seus poderes binários, Carol se mostrou incapaz de alcançar a órbita ou sobreviver sem ajuda no espaço. No entanto, ela estava altamente intoxicada quando tentou fazê-lo, o que pode ter dificultado seu progresso. Desde então, ela provou ser capaz de sobreviver e lutar no vácuo do espaço, exigindo apenas um suprimento de ar para fazê-lo.
- Precognição do Flash (também conhecido como Consciência Cósmica / Consciência Hiper-Cósmica ): Como a Sra. Marvel, Carol foi inconscientemente capaz de antecipar os movimentos de seus oponentes, embora este poder fosse ativado aleatoriamente, tornando-o não confiável. Depois que Vampira roubou seus poderes, ela foi subsequentemente transformada em Binária. Depois que seus poderes binários desapareceram, parece que o Sétimo Sentido de Carol retornou. T'challa teorizou que quando o Kree Psychi-Magnitron deu a Carol seus poderes, ela herdou algumas das habilidades do Capitão Mar-Vell durante a exposição a ela. Nesse sentido, ela viaja através de Exospace e afins reforçou este aspecto de seus poderes para ver a gaiola fora da realidade que está ligando o Universo Marvel .
- Manipulação Regenerativa: O Capitã Marvel possui uma capacidade de cura que ela pode conscientemente empurrar para um existente, ostentando um fator de cura suplementado pela energia absorvida. Uma faceta da qual foi dotada para ela quando parte do núcleo central de um alienígena techno-orgânico chamado Cru se fundiu fisicamente com ela. Esta instalação também reforça a potência de seu metabolismo, permitindo que ela se regenere rapidamente a partir de ferimentos catastróficos, como detonação nuclear, ruptura genética e até mesmo infecções. Suas novas habilidades de recuperação tinham a vantagem adicional de restaurar instalações biofísicas perdidas; como sua capacidade de mudar entre Binário e Carol à vontade.
- Imunidade Contaminante: Os poderes regenerativos de Carol juntamente com sua fisiologia Kree humana / alienígena são tão potentes que ela tem um maior grau de imunidade a toxinas, doenças e / ou veneno. Capaz de resistir à infecção embrionária pela cria após uma segunda tentativa de uma de suas rainhas.
- Envelhecimento Desacelerado / Imortalidade Convencional: O Dr. McCoy falou sobre como essas novas habilidades curativas envergonham as de Wolverine. Afirmando que seus poderes de regeneração manteriam Danvers no seu melhor momento para sempre.
- Cura: Como seu fator de cura acelerado, Carol é capaz de utilizar energias curativas , concentrando diferentes formas de energia em seu corpo, aumentando assim enormemente seus processos de cura e também pode utilizar energias curativas em outras pessoas.
- Metamorfose (Anteriormente): Um benefício adicional devido a sua simbiose com o alienígena, Carol / Cru tinha a habilidade extra de alternar e otimizar a matéria biológica, compreendendo tecidos musculares, dérmicos e esqueléticos. Isso muitas vezes fazia com que ela mudasse entre o tom de pele caucasiano normal e o tom azul do parceiro extraterrestre.
- Alteração da Biomassa: (Anteriormente): Em vez de alteração de forma externa típica, a Sra. Marvel tinha a capacidade de alterar sua estrutura fisiológica à vontade. Capaz de aumentar seu tamanho, massa e densidade quando foi exposta a um misturador genético do AIM. Ganhar força e resiliência adicionais para lesões físicas do que ela normalmente apresenta em níveis físicos regulares. Mesmo enquanto suas habilidades originais foram desabilitadas, Cru, enquanto hospeda dentro de Carol, teve a habilidade de aumentar a habilidade física do último o suficiente para desmembrar os guerreiros da Névoa.
- Manipulação de Energia: Assim como seu antecessor homônimo, o Capitão Marvel pode controlar, absorver e manipular vários tipos de energia para ser descarregada do jeito que achar melhor. Ao longo dos anos, Carol tornou-se especialista em modular os vários aspectos da energia reaproveitada à sua disposição, até mesmo aprendendo alguns truques novos de seu alt. homólogos durante a sua vida como uma super-heroína.
- Absorção de Energia: Seu corpo é capaz de absorver vários tipos de energia com o propósito de melhorar temporariamente seus próprios atributos físicos. Ela pode aumentar sua força e projeção de energia até a força de uma arma nuclear explosiva. Se fortalecida por energia suficiente, ela pode assumir sua forma binária novamente temporariamente.
- Explosões Fotônicas: Carol pode disparar poderosas explosões de concussão de fótons e energia luminosa estelar de suas mãos e dedos. Como com um doppelganger dela, a Sra. Marvel pode descarregar sua energia dos olhos também.
- Manipulação Molecular: Ao canalizar a energia absorvida, Carol é capaz de manipular e alterar a matéria e a energia em um nível molecular. Ela pode usar energia absorvida para transformar sua roupa normal em seu traje e vice-versa. (Essa é uma habilidade que ela já teve como Sra. Marvel. Carol não demonstrou a habilidade como Binária, apenas reapareceu depois que seus poderes foram reduzidos e ela começou a ir por Warbird.)
- Transmutação de Matéria: Ao usar sua manipulação molecular, ela é capaz de alterar e reformar a matéria e a energia ao seu redor. Isso permite que ela crie e absorva matéria e energia, forma e reconstrua-a em qualquer coisa de sua escolha.
- Criação de Construção de Energia: Como capitão Marvel, Carol usou seus poderes de energia de maneiras mais criativas: ela foi capaz de criar uma barreira de energia em torno de um canhão de explosão que sufocou os trabalhos até que sua estrutura interna se rompeu violentamente de dentro para fora. Ela pode até moldar sua energia armazenada em formas mais práticas, como lâminas de navalha de pura energia para fatiar e selar.
- Auto Sustento: O Capitão Marvel provou que ela pode sobreviver sem necessidade de comer, dormir, respirar ou descansar, aproveitando as energias ambientais em seu entorno. Capaz de prosperar perfeitamente dentro dos recessos frios do espaço profundo com pouco ou nenhum desconforto.

Poderes Binários
Como Binário, Carol já esteve ligada ao poder de um buraco branco e foi capaz de gerar calor, luz, radiação e acessar todas as outras formas de energia ao longo do espectro eletromagnético em uma escala quase solar. Ela também tinha pouco controle sobre a gravidade. Ela podia respirar no espaço e viajar à velocidade da luz. Acreditava-se que o elo fosse cortado, portanto ela não podia mais fazê-lo no nível que já tivera. No entanto, Carol provou que ainda retinha a capacidade para esse poder, pois ainda permanece a capacidade de se conectar com os buracos brancos à vontade dentro dela.
Habilidades
- Espião Experiente: Carol é uma espiã experiente, tendo trabalhado em várias operações secretas para a Inteligência da Força Aérea.
- Multilingue: Carol é fluente em inglês, russo e outra língua desconhecida da Terra, assim como nas línguas Kree e Shi'ar. Ela fala passável Rajaki e tem um vocabulário limitado em muitos outros idiomas.
- Piloto Mestre: Carol é um piloto talentoso, tendo uma vasta experiência com aviões da USAF, bem como com Kree, Shi'ar e outras naves alienígenas.
- Mestre Combatente: Ela é amplamente treinada em combate armado e desarmado através de combates militares.
- Jornalista talentosa: Carol é uma talentosa jornalista que se destaca como escritora freelancer e editora de revistas.

## Em outras mídias

### Animação
- A Ms. Marvel apareceu na série X-Men: The Animated Series, com a voz de Roscoe Handford. O episódio "A Rogue's Tale" detalha como Vampira ganhou os poderes de Marvel a pedido de Mística, deixando-a em coma. Um segundo eco da Ms. Marvel permaneceu na mente de Vampira, no entanto, e estava ameaçando assumi-la. A amiga de Vampira, Jean Grey, teve que entrar na mente de Vampira e o selar o eco, para evitar que Vampira ficasse louca. A última cena tem uma Vampira aflita visitando a Ms. Marvel ainda em coma no hospital, com a implicação de que ela pode acordar mais cedo ou mais tarde.
- Ms. Marvel aparece no motion comic Spider-Woman: Agent of S.W.O.R.D., com a voz de Tena Nelson.[77]
- A Sra. Marvel aparece em The Super Hero Squad Show, com a voz de Gray DeLisle.[78]  Esta versão é descrita como uma agente S.H.I.E.L.D. que é o superior do Esquadrão de Super Heróis.
- Carol Danvers aparece em Os Vingadores: Os Super-Heróis mais Poderosos da Terra, com a voz de Jennifer Hale. Ela aparece pela primeira vez no episódio "459". Carol mais tarde ganha seus superpoderes no episódio "Welcome to the Kree Empire", e assume a identidade da Ms. Marvel. Ela se junta aos Vingadores e aparece como um personagem regular até o fim da série.
- Capitã Marvel tem uma aparição sem falas em Avengers Assemble. Ela é vista pela primeira vez no final "Avengers World" em um globo holográfico como um dos heróis que Homem de Ferro e Capitão América consideram candidatos potenciais para os Vingadores. Capitã Marvel aparece em Avengers: Ultron Revolution,[79] novamente com a voz de Gray DeLisle. Em seu episódio auto-intitulado "Capitain Marvel", ela se junta aos Vingadores para lutar contra um grupo de soldados de Kree liderados por Galen-Kor. Danvers se torna um membro oficial da equipe até o final do episódio. Em Avengers: Secret Wars, a Capitã Marvel é um dos membros do  All-New, All-Different Avengers.
- Capitã Marvel aparece no especial de natal Marvel Super Hero Adventures: Frost Fight!, novamente com a voz de Gray DeLisle.
- Capitã Marvel aparece em Guardiões da Galáxia novamente com a voz de Gray DeLisle.
- Carol Danvers aparece como Capitã Marvel no filme de anime Avengers Confidential: Black Widow & Punisher.[80]
- Kim Raver deu voz a Capitã Marvel no filme de animação de 2018, Marvel Rising: Secret Warriors.[81]

### Cinema

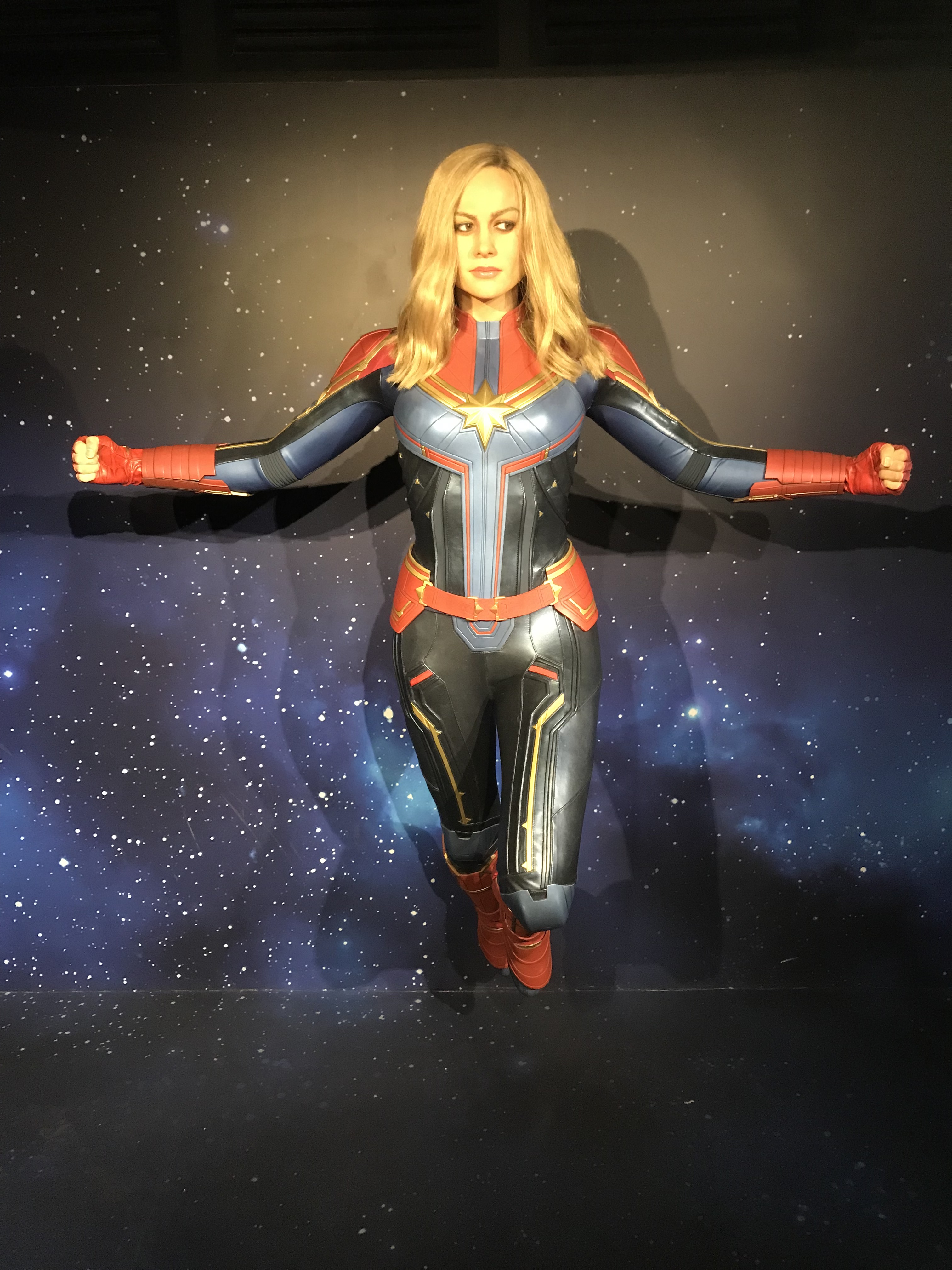
Brie Larson como a Capitã Marvel.

Brie Larson interpreta Danvers no Universo Cinematográfico Marvel. Aludida inicialmente na cena pós-créditos de Avengers: Infinity War, onde seu símbolo aparece em um pager ativado por Nick Fury após a dizimação causada por Thanos, a personagem  tem sua primeira aparição no filme Capitã Marvel, lançado  em 2019. No filme, a personagem é introduzida como "Vers", uma recruta na Força Estelar Kree sob o comandante Yon-Rogg. Durante uma missão para conter um grupo de Skrulls que a leva para a Los Angeles de 1995, Vers descobre que era a capitã da Força Aérea Carol Danvers, recrutada pela Dra. Wendy Lawson para pilotar um avião experimental; após os Kree abaterem a aeronave, Lawson revela ser uma renegada Kree chamada Mar-Vell, que tem trabalhado contra seu governo para ajudar os refugiados Skrulls, e a nave tem um motor experimental mais rápido que a luz - que teve seus poderes tirados do Tesseract, a Joia do Espaço. Yon-Rogg mata Mar-Vell, mas Danvers destrói com sucesso o motor e quando a energia expelida na explosão a engloba, Danvers ganha poderosas habilidades de manipulação de energia, mas perde suas memórias. Yon-Rogg, que a chama de "Vers" por achar junto de Carol restos de sua chapa de identificação, a leva para os Kree. Ao final do filme, Carol decide ajudar os refugiados Skrull a achar um novo planeta, antes disso dando a Fury o pager para contatá-la no caso de uma emergência grave. Fury se inspira em Danvers para propor à S.H.I.E.L.D. o recrutamento de indivíduos excepcionais para juntos defender a Terra de ameaças não convencionais, e quando descobre que Danvers tinha o codinome "Vingadora" na Força Aérea, nomeia este protocolo como "Iniciativa Vingadores". Na cena pós-créditos, passada após Infinity War, ela surge no quartel-general dos Vingadores, atendendo o chamado do pager.
Larson reprisou o papel em Vingadores: Ultimato. Três semanas após a cena pós-créditos de Capitão Marvel , ela resgata Tony Stark e Nebulosa do espaço. Ela, junto com os Vingadores restantes, confrontam e restringem Thanos como uma última tentativa de reverter o estalo, apenas para descobrir que Thanos já tinha destruído as Joias. Cinco anos depois, ela continua sendo parte dos Vingadores, monitorando outros planetas do universo que estão se recuperando da dizimação. Na batalha climática contra um Thanos que veio com seu exército de 2014, Carol chega já destruindo a nave-mãe de Thanos Santuário II, e chega a lutar no corpo-a-corpo com Thanos, que só consegue causar impacto contra Carol quando usa a Joia do Poder para conseguir um soco mais forte - o que inspira Tony a tirar as Joias da  Manopla do Infinito e criar uma em sua armadura, que acaba por desintegrar Thanos e seu exército, ao custo de sua própria vida. Carol assiste ao funeral de Tony.

### Videogames
Em Marvel Ultimate Alliance, a Miss Marvel na sua versão Warbird é jogável em todas as plataformas, sendo que seu ataque extremo é o Warbird's Wrath e suas roupas são: Warbird (o uniforme negro com o raio amarelo, corrente nos quadrinhos), Original (o primeiro uniforme utilizado pela personagem, atualmente usado por Karla Sofen/Rocha Lunar, dos Vingadores de Norman Osborn), Ventura (que não é Carol Danvers, mas Sharon Ventura, que depois se tornaria a Mulher-Coisa) e Binary (Carol na sua versão Binária, com os poderes amplificados). Ela também está presente em outros jogos como Marvel Heroes, Marvel Contest of Champions (ambos para Mobile) e Marvel Vs Capcom Infinite (Consoles) como Capitã Marvel.